# Фалкон (Північна Кароліна)
Фалкон (англ. Falcon) — місто (англ. town) в США, в округах Камберленд і Сампсон штату Північна Кароліна. Населення — 324 особи (2020).

## Географія
Фалкон розташований за координатами 35°11′34″ пн. ш. 78°38′54″ зх. д. / 35.19278° пн. ш. 78.64833° зх. д. (35.192807, -78.648285).  За даними Бюро перепису населення США в 2010 році місто мало площу 3,14 км², з яких 3,13 км² — суходіл та 0,00 км² — водойми. В 2017 році площа становила 3,59 км², з яких 3,59 км² — суходіл та 0,00 км² — водойми.

## Демографія
Згідно з переписом 2010 року, у місті мешкало 258 осіб у 74 домогосподарствах у складі 55 родин. Густота населення становила 82 особи/км².  Було 94 помешкання (30/км²).
Расовий склад населення:
| - 73,6 % — білих - 14,3 % — чорних або афроамериканців - 0,8 % — корінних американців - 6,6 % — осіб інших рас |

До двох чи більше рас належало 4,7 %. Частка іспаномовних становила 14,0 % від усіх жителів.
За віковим діапазоном населення розподілялося таким чином: 36,8 % — особи молодші 18 років, 50,8 % — особи у віці 18—64 років, 12,4 % — особи у віці 65 років та старші. Медіана віку мешканця становила 27,0 року. На 100 осіб жіночої статі у місті припадало 101,6 чоловіків;  на 100 жінок у віці від 18 років та старших — 94,0 чоловіків також старших 18 років.
Середній дохід на одне домашнє господарство  становив 64 593 долари США (медіана — 44 375), а середній дохід на одну сім'ю — 85 249 доларів (медіана — 85 417). Медіана доходів становила 41 750 доларів для чоловіків та 31 429 доларів для жінок. За межею бідності перебувало 1,5 % осіб, у тому числі 0,0 % дітей у віці до 18 років та 0,0 % осіб у віці 65 років та старших.
Цивільне працевлаштоване населення становило 95 осіб. Основні галузі зайнятості: освіта, охорона здоров'я та соціальна допомога — 26,3 %, науковці, спеціалісти, менеджери — 15,8 %, публічна адміністрація — 13,7 %, сільське господарство, лісництво, риболовля — 12,6 %.